# Coupe d'Angleterre de football 1895-1896
Navigation
Coupe d'Angleterre 1894-1895 Coupe d'Angleterre 1896-1897
La Coupe d'Angleterre de football 1895-1896 est la 25e édition de la Coupe d'Angleterre de football. 
La finale se joue le 18 avril 1896 à Crystal Palace à Londres entre le The Wednesday et Wolverhampton Wanderers. Wednesday remporte son premier titre en battant Wolverhampton 2 à 1.

## Compétition

### Quarts de finale
Les quarts de finale ont lieu le 29 février 1896.
| Équipe 1                | Résultat | Équipe 2             |
| ----------------------- | -------- | -------------------- |
| Bolton Wanderers        | 2 – 0    | Bury                 |
| The Wednesday           | 4 - 0    | Everton              |
| Wolverhampton Wanderers | 3 - 0    | Stoke City           |
| Derby County            | 1 - 0    | West Bromwich Albion |

### Demi-finales
Les demi finales ont lieu le 21 mars 1896.
| Équipe 1                | Résultat | Équipe 2         |
| ----------------------- | -------- | ---------------- |
| The Wednesday           | 1 – 1    | Bolton Wanderers |
| Wolverhampton Wanderers | 2 - 1    | Derby County     |

Match d'appui le 28 mars 1896 :
| Équipe 1      | Résultat | Équipe 2         |
| ------------- | -------- | ---------------- |
| The Wednesday | 3 – 1    | Bolton Wanderers |

### Finale
| Finale de la Coupe d'Angleterre 1895-1896 | The Wednesday | 2 – 1   | Wolverhampton Wanderers | Crystal Palace à Londres |                      |
| 18 avril 1896                             |               | (2 – 1) |                         | Spectateurs : 48 836     | Spectateurs : 48 836 |